# Franz Berger (Politiker, 1860)

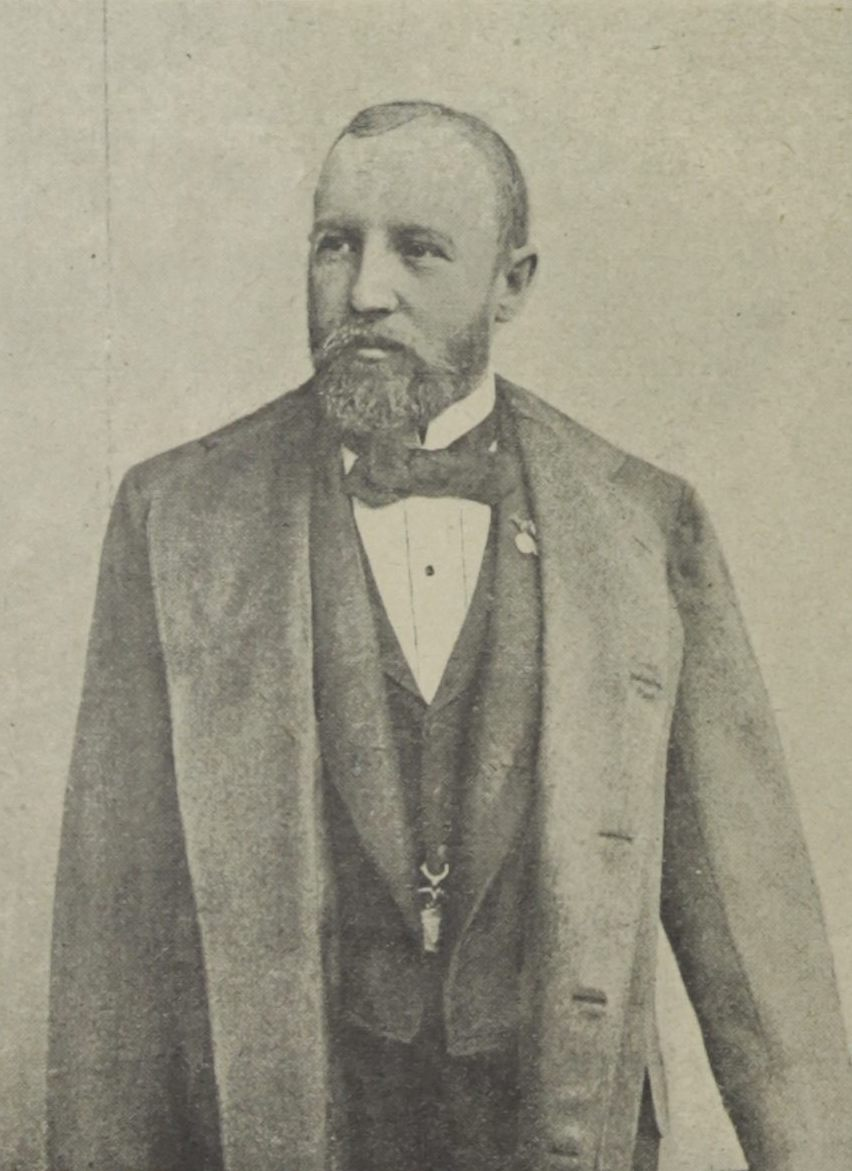
Franz Berger, um 1901

Franz Berger (* 7. April 1860 in Pattigham, Österreich ob der Enns; † 11. März 1929 in Salzburg) war ein österreichischer Bankier, Politiker und Bürgermeister der Stadt Salzburg.

## Biographie und politisches Wirken
Der frühere Viehhändler Franz Berger erhielt 1885 in Salzburg eine „Concession für Wechselgeschäfte und Commissionswaren“ aus der später das Bankhaus Berger & Comp. hervorging. Als anerkannter Bankier wurde er 1894 in den Salzburger Gemeinderat und 1899 zum Bürgermeister-Stellvertreter gewählt. Ab 1900 bekleidete er zwölf Jahre lang die Position des Bürgermeisters der aufstrebenden Stadt Salzburg.
Seine besonderen Verdienste lagen in der Konsolidierung der Finanzlage und Verwirklichung wichtiger Bauvorhaben zur modernen Entwicklung der Stadt. Die Parzellierung der Gründe in Lehen und Froschheim ermöglichten den weiteren Ausbau des bis dahin schwach besiedelten Stadtteils Lehen, sowie die städtische Verbauung des damals großteils villenartig und teilweise noch bäuerlich geprägten Vorortes Froschheim. Anlässlich der „Kaiserfesttage“ 1901 erfolgte nach der erteilten Erlaubnis von Kaiser Franz Joseph und auf Initiative von Bürgermeister Berger sowie des Großgrundbesitzers Sylvester Oberberger die Umbenennung des sich im Wandel befindlichen bäuerlichen Vorortes Froschheim in den städtisch geprägten Stadtteil Elisabeth-Vorstadt. Weiters genehmigte er den Bau der Ludwig-Viktor-Brücke als Verbindung der Stadtteile Lehen und Froschheim sowie des Makart- und des Mozartstegs von der Neustadt nach Mülln bzw. zur Altstadt (Eröffnungsfeier am 29. März 1903).
In seine Amtszeit als Bürgermeister fielen zudem der Aus- und Neubau der St. Andrä-Schule und der Nonntaler Schule sowie die Anlage der Rennbahn am Ignaz-Rieder-Kai und der Erwerb und Ausbau des Gaswerkes (beides 1904), die Kanalisierung des Stadtteils Riedenburg (1905), die Ausarbeitung eines Regulierungsplanes für die Altstadt, der Bau der elektrischen Stadtbahn (Eröffnung 1909) und die Erweiterung des Salzburger Museums durch Erwerb des Hauses Grießgasse 10.

## Ehrungen und Auszeichnungen
Am 10. September 1906 wurde Berger ...in dankbarer Würdigung der vielen und ganz besonders hervorragenden Verdienste um die Entwicklung und das Gedeihen der Stadtgemeinde... (Auszug aus dem Verleihungsdiplom) zum Ehrenbürger der Stadt Salzburg ernannt. Seit 1908 war er Inhaber des Komturkreuzes des Franz-Joseph-Ordens und seit 1933 Namensgeber der Franz-Berger-Straße im Salzburger Stadtteil Riedenburg. Nach seinem Tod wurde er am Salzburger Kommunalfriedhof in einem Ehrengrab der Stadt beigesetzt.